# ماوريتسيو ستيكا
ماوريتسيو ستيكا (بالإيطالية: Maurizio Stecca)‏ (مواليد 9 مارس 1963) هو ملاكم إيطالي، مثّل بلاده في الألعاب الأولمبية الصيفية 1984 وحقق الميدالية الذهبية في فئة وزن البانتام.

## روابط خارجية
ماوريتسيو ستيكا على موقع بوكس ريك (الإنجليزية) (registration required)
- ماوريتسيو ستيكا على موقع اللجنة الأولمبية الدولية (الإنجليزية)
- ماوريتسيو ستيكا على موقع أوليمبيديا (الإنجليزية)
- ماوريتسيو ستيكا على موقع اللجنة الأولمبية الإيطالية (الإيطالية)